# Jean Yanne
Jean Yanne, artiestennaam  van Jean Roger Gouyé (Les Lilas, 18 juli 1933 – Morsains, 23 mei 2003) was een Frans acteur en filmregisseur.

## Filmografie

### Acteur (selectie)
- 1964 - La Femme spectacle (Claude Lelouch)
- 1964 -  La Vie à l'envers ( Alain Jessua)
- 1966 - La Ligne de démarcation (Claude Chabrol)
- 1967 - Week-end (Jean-Luc Godard)
- 1969 - Que la bête meure (Claude Chabrol)
- 1969 - Erotissimo (Gérard Pirès)
- 1970 - Le boucher (Claude Chabrol)
- 1971 - Le Saut de l'ange (Yves Boisset)
- 1972 - Nous ne vieillirons pas ensemble (Maurice Pialat)
- 1976 - Armaguedon (Alain Jessua)
- 1977 - L'Imprécateur (Jean-Louis Bertuccelli)
- 1978 - La Raison d'État (André Cayatte)
- 1983 - Hanna K. (Costa-Gavras)
- 1986 - Le Paltoquet (Michel Deville)
- 1987 - Attention bandits! (Claude Lelouch)
- 1991 - Madame Bovary (Claude Chabrol)
- 1991 - Indochine (Régis Wargnier)
- 1993 - Profil bas (Claude Zidi)
- 1995 - Le Hussard sur le toit (Jean-Paul Rappeneau)
- 1996 - Beaumarchais, l'insolent (Edouard Molinaro)
- 1998 - Le Radeau de la Méduse (Iradj Azimi)
- 1999 - Hygiène de l'assassin (François Ruggieri)
- 2000 - Les Acteurs (Bertrand Blier)
- 2001 - Le pacte des loups (Christophe Gans)
- 2002 - Adolphe (Benoît Jacquot)
- 2003 - Petites coupures (Pascal Bonitzer)

### Regisseur
- 1972 - Tout le monde il est beau, tout le monde il est gentil
- 1972 - Moi y'en a vouloir des sous
- 1973 - Les Chinois à Paris
- 1975 - Chobizenesse
- 1978 - Je te tiens, tu me tiens par la barbichette
- 1982 - Deux heures moins le quart avant Jésus-Christ
- 1985 - Liberté, égalité, choucroute

- Biblioteca Nacional de España: XX1504280
- Bibliothèque nationale de France: cb119294863 (data)
- Gemeinsame Normdatei: 130020214
- International Standard Name Identifier: 0000 0001 2118 525X
- Library of Congress Control Number: n50013978
- MusicBrainz: da0c147b-2da4-4d81-818e-f2aa9be37f9e
- Nationale Bibliotheek van Tsjechië: mub2015873071
- Nationale Bibliotheek van Israël: 987007344678205171
- Nationale Bibliotheek van Polen: a0000002122044
- Nederlandse Thesaurus van Auteursnamen: 074329146
- SNAC: w6w66svz
- Système universitaire de documentation: 027200930
- Virtual International Authority File: 4938116
- WorldCat: E39PBJvXhW7Mc7b6tV687TwwG3